# Lee (película de 2023)
Lee es una película dramática biográfica británica de 2023 dirigida por Ellen Kuras en su debut como directora y escrita por Lem Dobbs, Marion Hume, John Collee y Liz Hannah, basada en el libro The Lives of Lee Miller de Antony Penrose. Está protagonizada por Kate Winslet como la periodista de guerra Lee Miller. 
La película tardó ocho años en realizarse y, en un momento dado, debido a la precaria financiación, Winslet (que también produjo la película) pagó los salarios de todo el elenco y el equipo durante dos semanas. La película se estrenó mundialmente en el Festival Internacional de Cine de Toronto el 9 de septiembre de 2023. Sky Cinema la estrenó en cines en el Reino Unido el 13 de septiembre de 2024.
Lee recibió críticas generalmente positivas de los críticos y se convirtió en la película original más taquillera de Sky. Ha recaudado 23,2 millones de dólares en todo el mundo. Por su actuación en la película, Winslet fue nominada a los Globos de Oro 2025 a Mejor Actriz en una Película - Drama.

## Premisa
Lee Miller pasa de una carrera como modelo glamurosa a alistarse como fotógrafa para hacer la crónica de los acontecimientos de la Segunda Guerra Mundial para la revista Vogue.

## Reparto
- Kate Winslet como Lee Miller
- Marion Cotillard como Solange D'Ayen
- Alexander Skarsgard como Roland Penrose
- Andrea Riseborough como Audrey Withers
- Josh O'Connor como Antony Penrose
- Andy Samberg como David Scherman
- Noémie Merlant como Nusch Éluard
- Arinzé Kene como Mayor Jonesy
- Vincent Colombe como Paul Éluard
- Patrick Mille como Jean D'Ayen
- Samuel Barnett como Cecil Beaton
- Zita Hanrot como Ady Fidelin
- James Murray como el coronel Spencer

## Producción

### Desarrollo
El proyecto se originó cuando la directora de fotografía Ellen Kuras estaba en una librería de Nueva York y vio un tomo sobre la fotógrafa de guerra Lee Millerm Kuras notó una similitud entre Miller y la actriz Kate Winslet , con quien había trabajado en Eternal Sunshine of the Spotless Mind (2004), y le envió a Winslet una copia del libro y se quedó con otra copia para ella. Años después, Winslet comenzó a desarrollar un proyecto cinematográfico sobre Miller y le preguntó a Kuras si le gustaría dirigirlo.
El proyecto se anunció oficialmente en octubre de 2015, con Winslet adjunta para protagonizar a Miller. En junio de 2020, la directora de fotografía Ellen Kuras iba a dirigir la película, su debut como directora de largometrajes, con Liz Hannah adaptando el guion de la biografía de 1985 The Lives of Lee Miller , escrita por el hijo de Miller, Antony Penrose,  quien apoyó la película y le dio a Kuras acceso completo a los archivos personales de su madre, diarios, e incluso a su trabajo inédito. El guion pasó por varias reescrituras. Originalmente fue escrito por John Collee y Marion Hume a partir de una historia que desarrollaron junto con Lem Dobbs , y Liz Hannah se unió más tarde. Winslet también se desempeñó como productora de la película. Ella eligió a los guionistas y también estuvo a cargo de las finanzas y el casting, incluso llamando personalmente a sus compañeros de reparto.
El desarrollo más significativo de la película se produjo en octubre de 2021, cuando Marion Cotillard, Jude Law, Andrea Riseborough y Josh O'Connor se unieron al elenco, con un equipo que incluía a Alexandre Desplat como compositor, Michael O'Connor como diseñador de vestuario, el director de fotografía Paweł Edelman e Ivana Primorac como maquilladora y peluquera. En febrero de 2022, se anunció que Andy Samberg formaría parte del elenco. Sería confirmado en octubre de 2022 junto con castings adicionales, incluido Alexander Skarsgård, quien reemplazó a Law en el papel de Roland Penrose . Winslet le escribió una carta a Cotillard pidiéndole que interpretara a la editora de Vogue francesa Solange d'Ayen en la película. Winslet y Cotillard habían coprotagonizado previamente Contagio (2011). 
Winslet dijo que los ejecutivos masculinos la trataron con condescendencia cuando intentaba conseguir financiación para la película. "Los hombres que piensan que quieres y necesitas su ayuda son increíblemente indignantes. Incluso un director me dijo: 'Escucha, tú haces mi película y yo conseguiré financiación para tu pequeña Lee ...' ¡Pequeña! O teníamos potenciales inversores masculinos que decían cosas como: Dime, ¿por qué se supone que me tiene que gustar esta mujer?", dijo Winslet a Vogue. Durante la preproducción, Winslet cubrió dos semanas de salario con su propio dinero debido a la falta de fondos.

### Rodaje
El rodaje comenzó a finales de septiembre de 2022 en Croacia. La producción se detuvo durante un breve período ese mes cuando Winslet se resbaló durante el rodaje y fue llevada al hospital. El accidente ocurrió el primer día de rodaje, cuando Winslet se resbaló y se lastimó la espalda mientras ensayaba una secuencia en la que Lee Miller corría por la calle en Saint-Malo bajo un bombardeo. Winslet decidió seguir filmando a pesar de su lesión en la espalda y de apenas poder mantenerse en pie.
El rodaje también tuvo lugar en Hungría y finalizó a principios de diciembre de 2022.

## Recepción

### Premios y nominaciones
| Año  | Premio / Festival               | Categoría                                              | Nominado/a                                      | Resultado | Ref.   |
| ---- | ------------------------------- | ------------------------------------------------------ | ----------------------------------------------- | --------- | ------ |
| 2023 | Camerimage                      | Rana dorada - Competencia principal                    | Pawel Edelman                                   | Nominado  | [ 7 ]  |
| 2024 | Women in Film Honors            | Premio Crystal a la defensa de los derechos en el cine | Kate Winslet y Ellen Kuras                      | Ganadoras | [ 8 ]  |
| 2024 | British Independent Film Awards | Mejor Fotografía                                       | Pawel Edelman                                   | Nominado  | [ 9 ]  |
| 2024 | British Independent Film Awards | Mejor Efecto                                           | Glen McGuigan y Ingo Putze                      | Nominados | [ 9 ]  |
| 2024 | British Independent Film Awards | Mejor Sonido                                           | Mike Prestwood Smith, Csaba Major y Jimmy Boyle | Nominados | [ 9 ]  |
| 2025 | Premios Globos de Oro           | Mejor Actriz – Drama                                   | Kate Winslet                                    | Nominada  | [ 10 ] |